# Adalbert Schmitt
Adalbert Schmitt (* 1. März 1932 in Frankfurt am Main; † 19. Juni 2005) war ein deutscher Unternehmer und Gastronom.

## Leben
Schmitt wurde am 1. März 1932 in Frankfurt am Main geboren. Nach einer Lehre zum Industriekaufmann, nach eigener Aussage die einzige Zeit seines Lebens, in der er einen Chef gehabt hatte, machte er sich mit 22 Jahren in der Kunststoffbranche selbständig. In Wertheim produzierte er Plastikartikel für den Haushalt, kümmerte sich in seiner Firma primär um Design und Qualitätskontrolle. Getragen vom Wirtschaftswunder war er bereits nach drei Jahren Vermögensmillionär. 1959 zog die Firma nach Kreuzwertheim in eigene Räume um und beschäftigte nach kurzer Zeit schon 250 bis 300 Mitarbeiter.
Schmitt hatte mit drei Frauen sieben Kinder.
1971 zog sich Schmitt aus der aktiven Geschäftsführung seines Betriebs zurück und gründete in Wertheim-Bettingen die Schweizer Stuben. Dieses Hotel mit zwei, später drei Restaurants wurde in den folgenden Jahren zu einer Pilgerstätte für Feinschmecker.
Auch auf Erfahrungen mit dem Leben im Ausland konnte Schmitt zurückblicken: in der Toskana, in Ligurien und der Provence hatte er viele Jahre gelebt und als Fotograf gearbeitet, „schöne Kneipen, schöne Produkte“ abgelichtet und sie in sieben Büchern im Eigenverlag veröffentlicht. In 20 Jahren hat er rund 35.000 Bücher verkauft.
Nach der Kunststofffabrik mussten auch die Schweizer Stuben 2002 Insolvenz anmelden. Kurzfristig konnten neue Pächter gefunden werden, die allerdings kurze Zeit später im Jahre 2004 ebenfalls zahlungsunfähig waren.
Am 19. Juni 2005 starb Schmitt, der sich in der Welt der Gourmets einen Namen gemacht hatte.

## Publikationen
- Ti Saluto Liguria – Erinnerungen an die Idee „Schweizer Stuben“. Kochrezepte von Jörg Müller,  1981.
- Könige der Langhe – Essen und Weine in Piemont. 1982.
- Schwarze Zypressen . Essen und Weine in der Toskana. 1984
- Kulinarische Jahreszeiten. Die Küche der Schweizer Stuben. 1985.
- Hinter der Promenade. Kulinarische Souvenirs. Mit Kochrezepten von Dieter Müller und Michael Baader. 1987.
- Meine Küche des Südens. Die Kraft der Oliven. Der Duft der wilden Kräuter. Der Zauber der Natur. 1993.
- Kochen Wie Cesare: meine italienischen Lieblingsgerichte. 1994.
- Heiner Finkbeiner, Adalbert Schmitt: Der perfekte Gast im Restaurant. 2000.